# Мурав'янка-прудкокрил жовтоброва
Мурав'янка-прудкокрил жовтоброва (Hypocnemis hypoxantha) — вид горобцеподібних птахів родини сорокушових (Thamnophilidae). Мешкає в Амазонії.

## Підвиди
Виділяють два підвиди:

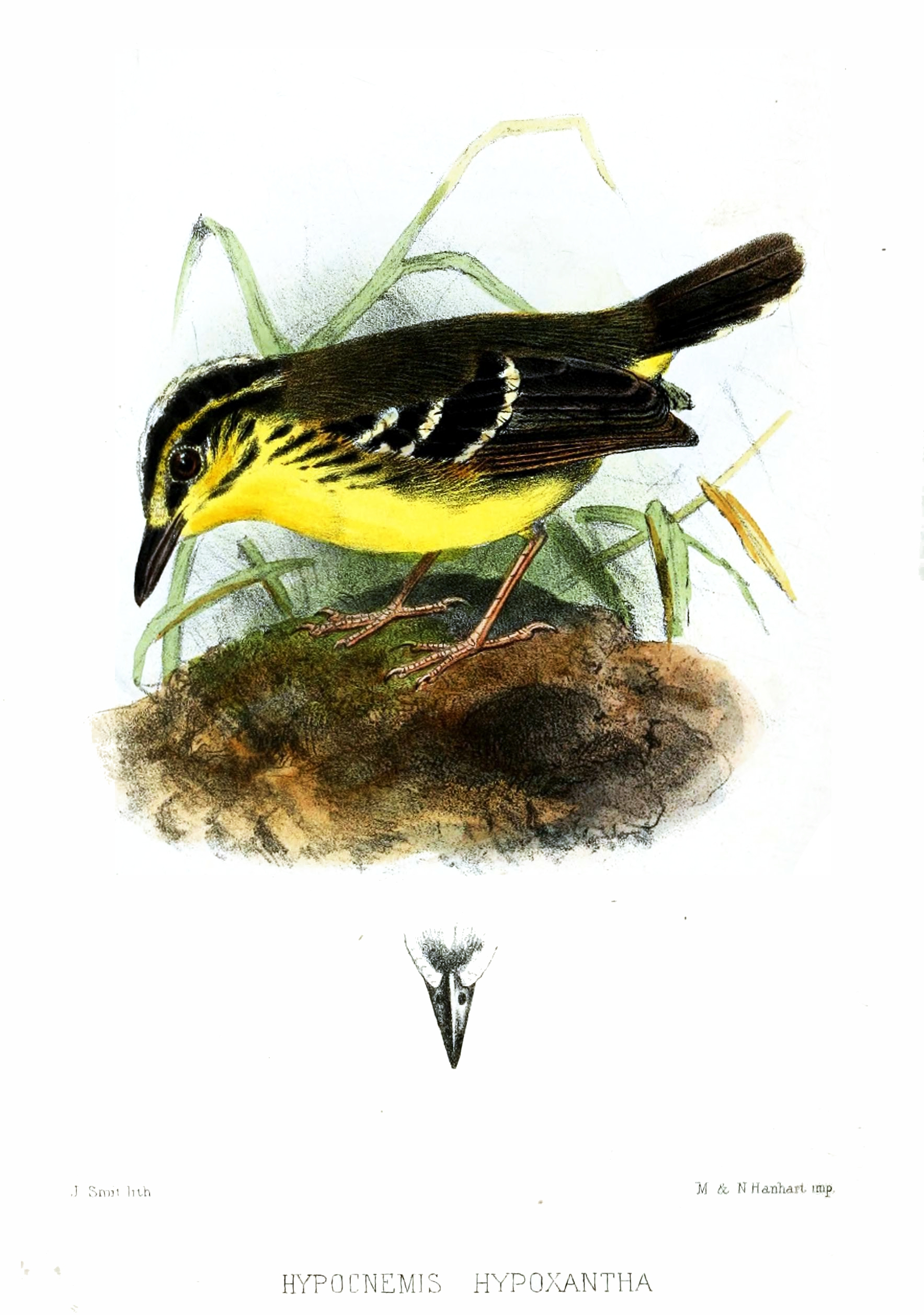
Жовтоброва мурав'янка-прудкокрил

- H. h. hypoxantha Sclater, PL, 1869 — південно-східна Колумбія, схід Еквадору, північний схід і схід Перу (на північ від Мараньйону, на схід від Укаялі), захід Бразильської Амазонії (на північ від Амазонки на схід до Ріу-Негру і на південь від Амазонки в басейнах річок Жаварі і Журуа);
- H. h. ochraceiventris Chapman, 1921 — південно-східна Бразильська Амазонія (від річок Тапажос і Телес-Пірес до Шінгу).

## Поширення і екологія
Жовтоброві мурав'янки-прудкокрили мешкають в Колумбії, Еквадорі, Перу і Бразилії. Вони живуть в підліску вологих рівнинних тропічних лісів. Зустрічаються парами або невеликими зграйками, переважно на висоті до 400 м над рівнем моря. Живляться комахами та іншими безхребетними.